# 和歌山県道35号上富田南部線
和歌山県道35号上富田南部線（わかやまけんどう35ごう かみとんだみなべせん）は、和歌山県西牟婁郡上富田町から、田辺市を経由して日高郡みなべ町に至る県道（主要地方道）である。

## 概要
起点から岩田交点までが「朝来街道」といわれる。
終点付近にみなべICがあり、南紀田辺ICが開通するまでは迂回路としても使われていた。

### 路線データ
- 陸上距離：19.8 km　（実延長：19.968km）
- 起点：西牟婁郡上富田町岩田
- 終点：日高郡みなべ町気佐藤

## 歴史
- 1993年（平成5年）5月11日 - 建設省から、県道上富田南部線が上富田南部線として主要地方道に指定される[1]。

## 路線状況

### 重複区間
- 和歌山県道216号温川田辺線（田辺市下三栖・下三栖交差点 - 田辺市上万呂）
- 和歌山県道29号田辺龍神線（田辺市秋津町 地内）
- 和歌山県道208号秋津川田辺線（田辺市稲成町 地内）

### トンネル
- 新岡坂トンネル（上富田町・田辺市）- 340m

## 地理

### 通過する自治体
- 西牟婁郡上富田町
- 田辺市
- 日高郡みなべ町

### 交差する道路
西牟婁郡上富田町
- 国道311号・和歌山県道36号上富田すさみ線（西牟婁郡上富田町岩田・立平交差点、起点）
- 和歌山県道219号下川上牟婁線（西牟婁郡上富田町岩田）
- 国道311号（西牟婁郡上富田町岡・深見橋東交差点）
- 和歌山県道205号上野岩田線（西牟婁郡上富田町岡）

田辺市
- 和歌山県道216号温川田辺線（田辺市下三栖・下三栖交差点）
- 和歌山県道216号温川田辺線（田辺市上万呂）
- 和歌山県道29号田辺龍神線（田辺市秋津町）
- 和歌山県道29号田辺龍神線（田辺市秋津町）
- 和歌山県道208号秋津川田辺線（田辺市稲成町）
- 和歌山県道208号秋津川田辺線（田辺市稲成町）
- 和歌山県道199号芳養清川線（田辺市中芳養）

日高郡みなべ町
- 和歌山県道200号中芳養南部線（日高郡みなべ町東吉田・東吉田交差点）
- 国道424号（気佐藤交差点、終点）